# 安娜·佩什科娃
安娜·佩什科娃（捷克語：Anna Pešková，1986年3月9日—），捷克女子高山滑雪运动员。她曾代表捷克参加2006年和2010年冬季残疾人奥林匹克运动会高山滑雪比赛，获得一枚银牌和一枚铜牌。